# Fungiacyathus pseudostephanus
Fungiacyathus pseudostephanus är en korallart som beskrevs av Keller 1976. Fungiacyathus pseudostephanus ingår i släktet Fungiacyathus och familjen Fungiacyathidae. Inga underarter finns listade i Catalogue of Life.